# سرو دل توپو چیکو
سرو دل توپو چیکو (به اسپانیایی: Cerro del Topo Chico) یک کوه در مکزیک است که در نوئوو لئون واقع شده‌است. سرو دل توپو چیکو ۱٬۱۷۸ متر بالاتر از سطح دریا واقع شده‌است.